# 富山東パーキング
富山東パーキング（とやまひがしパーキング）は、富山県富山市水橋番頭名地先にある国道8号（滑川富山バイパス）の休憩施設である。

## 概要
富山県内の一般国道では初めての本格的な施設を完備したパーキングエリアとして、富山県富山市水橋番頭名地先の白岩川改修に伴い発生した左岸側旧河川敷を利用し、1987年（昭和62年）11月30日に完成。沿道の環境保全と一般ドライバーの利便の向上を図る目的に建設された。上下線に総面積14,470m2（うち駐車スペース4,6302（上り2,030m2下り2,6002）のパーキングエリアが完備されている。
清掃などの維持管理は社団法人北陸建設弘済会に委託している。

## 主な設備
※いずれも1987年竣工時点。
- 駐車台数 - 上り18台（普通11台、大型7台）、下り23台（普通16台、大型7台）
- 歩道 - 上下共4702、合計9402[1]
- 緑地帯 - 上り4,3002、下り4,9002、合計9,2002。庭園（枯山水）も備える。
- トイレ - 男女別マークは、ライチョウ（富山県の県鳥）の切り絵を使用している[2]。窓には2枚それぞれに緑深い夏季と紅葉する秋季の山をイメージしたステンドグラスを採用している[3]。
- 休憩施設（四阿風バーゴラ）
- ベンチ
- 水飲み場
- 時計台兼路面清掃車用給水施設（1箇所）
- 電話ボックス
- 道路案内板（2箇所）
- 北アルプス立山連峰案内板（2箇所）